# Toddiana eingana
Toddiana eingana är en fjärilsart som beskrevs av William Schaus 1928. Toddiana eingana ingår i släktet Toddiana och familjen tandspinnare. Inga underarter finns listade i Catalogue of Life.